# Santuario della Madonna delle Grazie (Portovenere)
Il santuario della Madonna delle Grazie è un edificio religioso cattolico situato nella frazione delle Grazie, in via Libertà, nel comune di Portovenere in provincia della Spezia. La chiesa è sede dell'omonima parrocchia del vicariato della Spezia I della diocesi della Spezia-Sarzana-Brugnato. È raggiungibile tramite la strada provinciale 530 collegante La Spezia con Portovenere.

## Storia

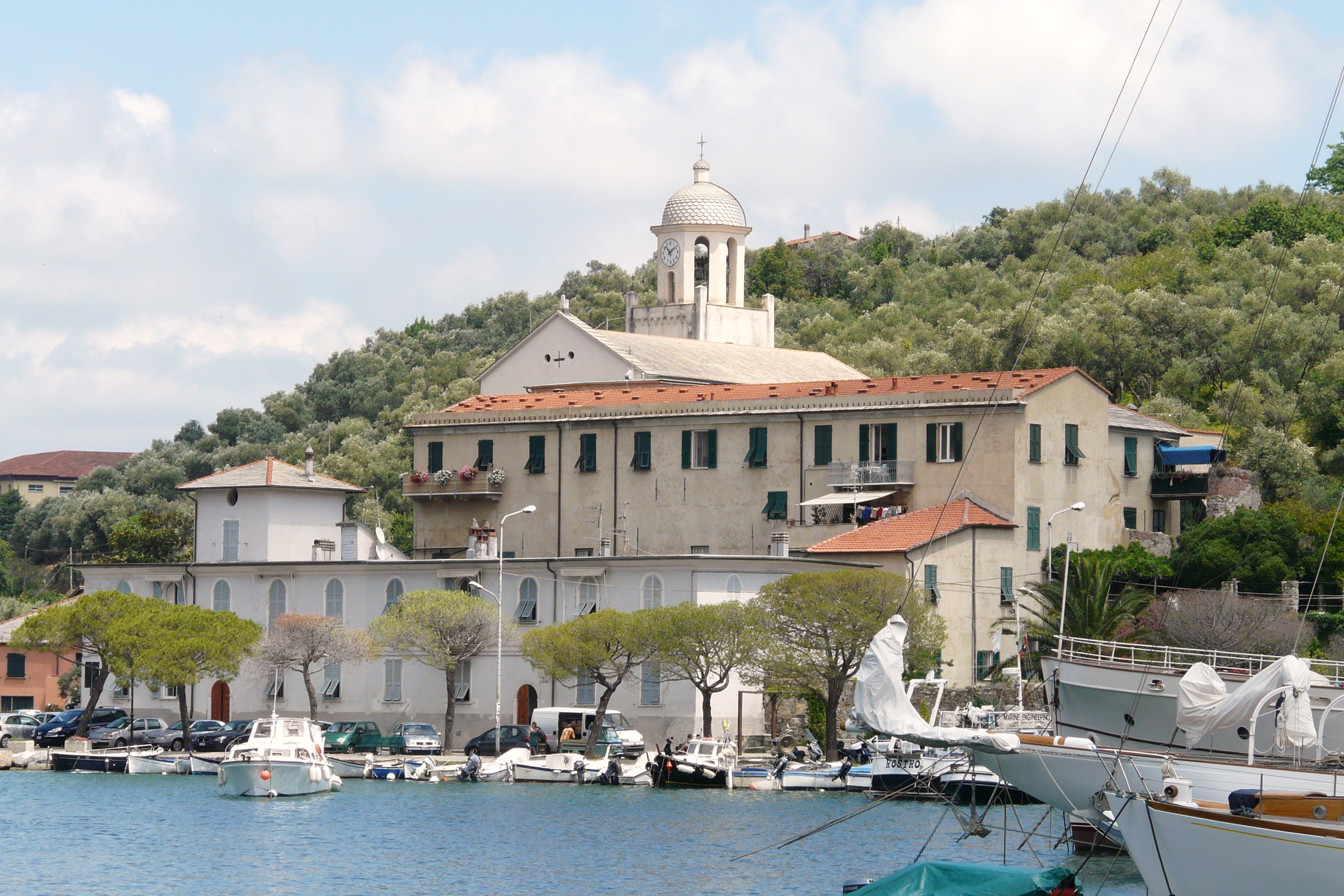
Vista complessiva

Secondo le fonti storiche locali la fondazione della primitiva chiesa, circondata alle spalle da un vasto uliveto, è stata opera di un gruppo di monaci provenienti dalla vicina isola del Tino e che si stabilirono nell'insenatura delle Grazie intorno all'XI secolo. Il culto dei monaci verso la Madonna delle Grazie venne però introdotto solamente a partire dal XV secolo.
Alla caduta della Repubblica di Genova, nel 1798 il Direttorio della Repubblica Ligure ordinò la soppressione degli ordini religiosi. Il generale Sextius Alexandre François de Miollis, luogotenente di Napoleone Bonaparte per il Distretto del Golfo di Venere, fece espellere dal monastero i monaci Olivetani, eredi dell'abbazia di San Venerio al Tino. Furono così abbandonate la chiesa, il convento con la biblioteca e l'archivio monastico.
Oggi l'antico convento è stato trasformato in abitazione privata pur conservando integralmente il chiostro ed il refettorio.
La devozione dei fedeli è ancora oggi continua, soprattutto in occasione della festa della Natività di Maria che qui si celebra l'8 settembre.

## Descrizione

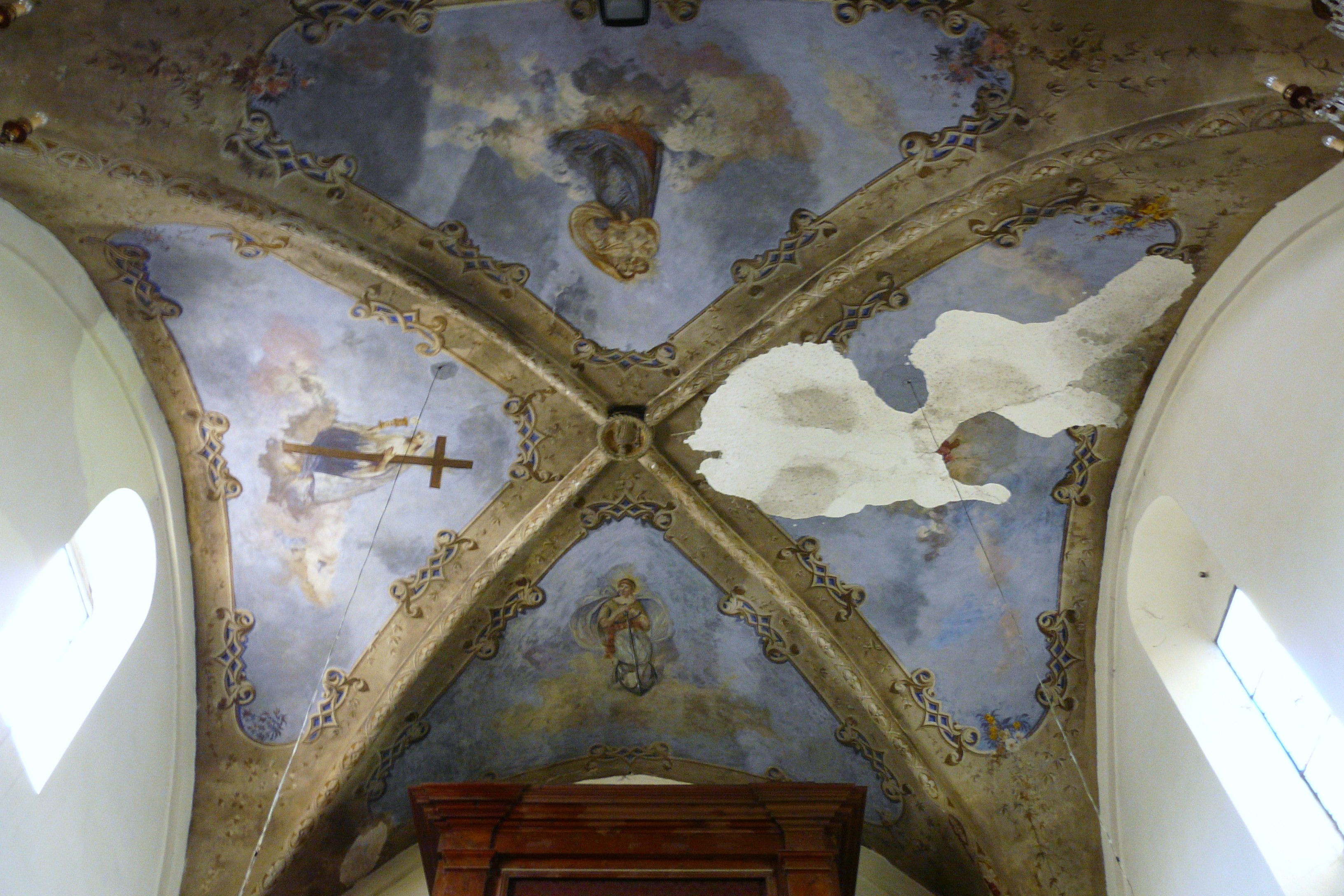
Particolare delle decorazioni pittoriche della volta

La chiesa si raggiunge risalendo una scalinata circondata da ulivi. È in stile tardo gotico, a navata unica con volta a crociere. 
Il coro, scolpito e intarsiato, è opera del frate Paolo da Recco tra il 1496 e il 1501.
Tra le opere pittoriche conservate si trova l'immagine della Vergine Maria, dipinta su legno e molto simile all'opera del pittore Andrea da Asti del 1424 conservata presso la chiesa di Santa Maria della Castagna a Genova Quarto.
Nel primo altare del lato destro è una tavola di scuola pittorica toscana che raffigura Santa Margherita da Cortona, attribuibile a Camillo del Gallo, prete pittore pistoiese, e dipinta originariamente, nel 1566, per la chiesa di Santa Margherita a Montecatini alto. Nel terzo altare di sinistra il Miracolo di san Venerio di Giovanni Battista Casoni; nel successivo una Madonna col Bambino e santi, forse attribuibile al pittore Domenico Fiasella; il grande dipinto ritraente San Francesco che implora il perdono di Assisi è opera di Domenico Piola.
L'organo, del 1865, è della pistoiese ditta Agati.
Un ciclo di affreschi, scoperto nelle sale del refettorio, raffigura, tra l'altro, la Crocifissione di Gesù; l'opera è stata attribuita a Nicolò Corso e fu probabilmente dipinta tra il 1446 e il 1503.